# La Reine du jazz
Pour plus de détails, voir Fiche technique et Distribution.
La Reine du jazz (Syncopating Sue) est un film américain réalisé par Richard Wallace et sorti en 1926. Corinne Griffith qui produit le film, y joue le rôle d'une pianiste dans un magasin de musique.

## Fiche technique
- Titre : La Reine du jazz
- Titre original : Syncopating Sue
- Réalisation : Richard Wallace

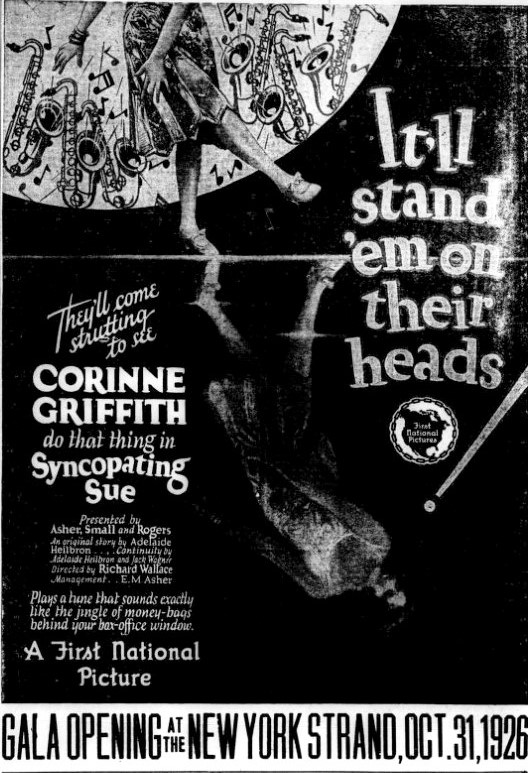
Annonce pour le film dans le magazine Variety.

- Scénario : Adelaide Heilbron, Jack Wagner d'après la pièce Ashes de Reginald B. Goode
- Productrice : Corinne Griffith
- Photographie : Harold Wenstrom
- Distributeur : First National Pictures
- Durée : 70 minutes
- Date de sortie : 31 octobre 1926

## Distribution
- Corinne Griffith : Susan Adams
- Tom Moore : Eddie Murphy
- Rockliffe Fellowes : Arthur Bennett
- Lee Moran : Joe Horn
- Joyce Compton : Marge Adams
- Sunshine Hart : Landlady
- Marjorie Rambeau : playing herself
- Elmo Billings